# Jérémie-Louis Décarie
Pour les articles homonymes, voir Décarie.
Jérémie-Louis Décarie (Montréal, 30 août 1870 - Montréal, 5 novembre 1927 à l'âge de 57 ans) est un avocat et homme politique québécois.

## Biographie
Il est le fils de Daniel-Jérémie Décarie, le gendre d'Henri-Benjamin Rainville et le beau-père de Jean Saint-Germain.
Il a fait ses études au Collège de Montréal, au Collège Sainte-Marie de Montréal et à l'Université Laval.
Après son admission au Barreau du Québec, en 1896, il pratique le droit dans sa ville natale. Il fonde son propre cabinet en 1903 puis il est élu député du Parti libéral du Québec dans Hochelaga (1904-1912), puis dans Maisonneuve (1912-1919). Il a été ministre de l'Agriculture en 1909, puis secrétaire de la province de 1909 à 1919 dans le cabinet de Lomer Gouin.
Il a été nommé juge en chef de la Cour des sessions de la paix à Montréal de 1919 à 1927.
Sa sépulture est située dans le Cimetière Notre-Dame-des-Neiges, à Montréal. Le boulevard Décarie porte le nom de sa famille depuis 1912.

## Distinctions
- Commandeur d'office de l'Ordre national du mérite agricole (1909)